# Yayoi (Oita)
Yayoi (Japans: 弥生町, Yayoi-machi) was een gemeente in het District Minamiamabe van de prefectuur Ōita, Japan.
In 2003 had de gemeente 7248 inwoners en een bevolkingsdichtheid van 87,44 km². De totale oppervlakte bedroeg 82,89 km².
Op 3 maart 2005 werd de gemeente samen met de overige 7 gemeenten van het District Minamiamabe aangehecht bij de stad Saiki. Door deze fusie hield de gemeente op te bestaan als zelfstandige entiteit. 